# Parazoanthus dichroicus
Parazoanthus dichroicus är en korallart som beskrevs av author unknown. Parazoanthus dichroicus ingår i släktet Parazoanthus och familjen Parazoanthidae. Inga underarter finns listade i Catalogue of Life.